# 桦树街站
桦树街站是哈尔滨地铁1号线的地铁车站，位于中国黑龙江省哈尔滨市道外区桦树街与南直路交叉口西侧，于2013年9月26日开通。

## 车站结构
桦树街站沿桦树街地下东西向设置，车站主体长170.4米，宽18.6米，为地下两层岛式站台车站。车站地下一层为站厅层，地下二层为站台层。
| 地面              | 出入口 | 1-4出入口 |
| 地下一层          | 站厅   | 客服中心、自动售票机、验票机                                                                                      |
| 地下二层          | 站台层 | \| \| \| █ 1号线往新疆大街（交通学院） \| \| 島式 · 開左邊车门 \| \| \| \| \| \| █ 1号线往哈尔滨东站（終點站） \| |
|                   |        | █ 1号线往新疆大街（交通学院）                                                                                     |
| 島式 · 開左邊车门 |        | |
|                   |        | █ 1号线往哈尔滨东站（終點站）                                                                                     |

## 车站出口
桦树街站共设4个出口，各出口及周围设施如下所示：
| 编号                | 建议前往的目的地                   | 照片 | 无障碍设施 |
| ------------------- | ---------------------------------- | ---- | ---------- |
| 1 · 出口            | 宏伟路，桦树街，太平公园           |      | 不適用     |
| 2 · 出口 · （设有） | 南直路，桦树街                     |      |            |
| 3 · 出口            | 南直路，桦树街，道外区图书馆       |      | 不適用     |
| 4 · 出口            | 宏伟路，桦树街，哈尔滨市第十二中学 |      | 不適用     |
| 图例： 设有         |                                    |      |            |

## 接驳交通

### 公交车
| 桦树街  | 桦树街     | 桦树街 | 桦树街       | 桦树街 |
| 编号    | 路线       | 路线   | 路线         | 备注   |
| ------- | ---------- | ------ | ------------ | ------ |
| 27      | 香坊火车站 | ⇆      | 韩家洼子     |        |
| 380支线 | 恒东屯     | ⇆      | 桦树街地铁站 |        |

## 车站历史
本站建设时期工程名为南直路站，开通前更名为桦树街站。
- 2013年9月26日，随1号线一二期工程通车一同开通[1]。
- 2022年
  - 4月20日，受新冠疫情影响，车站暂停运营[3]。5月5日，车站恢复运营[4]。
  - 11月27日，受新冠疫情影响，车站暂停运营[5]。12月8日，车站恢复运营[6]。
- 2024年11月10日，因地铁隧道周边地质条件整治与设备系统更新改造，车站暂停运营[7]。2025年1月18日，车站恢复运营[8]。